# Флюоритові руди
Флюоритові руди (рос. флюоритовые руды, англ. fluorite ores; нім. Fluoriterze n pl) — природні мінеральні утворення, які містять флюорит в таких концентраціях, при яких технічно можливе і економічно доцільне його вилучення.

## Класифікація флюоритових руд
Виділяють власне флюоритові руди (CaF2 понад 30 %) і комплексні (CaF2 менше 30 %). Більшість промислових Ф.р. входить до складу гідротермальних, ґрейзенових і карбонатитових родовищ. Відомі також родовища в пегматитах і гідротермально-осадові та залишкові. Всі Ф.р., за винятком залишкових, ендогенні. Типовий зв'язок гідротерм Ф.р. з континентальними вулканічними поясами і рифтами, а ґрейзенових Ф.р. в осн. з внутр. геоантикліналями, серединними масивами, структурами ранньої консолідації складчастих систем. Ф.р. поширені у найрізноманітніших фізико-хімічних умовах — від магматичних до гіпергенних. Проте промислові концентрації утворюються лише при середньо- і низькотемпературних гідротермальних процесах, які пов'язані з кислими ґранітоїдними породами. Форма рудних тіл плавикового шпату буває найрізноманітнішою і залежить не тільки від тріщин і порожнин, які він заповнює, але й від характеру вмісних порід. У вивержених або хімічно малоактивних метаморфічних породах він залягає у вигляді жил. За величиною запасів виділяють родовища флюориту (млн. т): дрібні (0,5-2); середні (2-5); великі (5-10), надвеликі (понад 10). За вмістом CaF2 розрізняють руди (%): багаті — понад 50 %; середні — 35-50 %, рядові — до 35 %. Найбільше значення мають ендогенні фанерозойські родовища пізньоорогенної і епіорогенної активації. Серед них виділяють гідротермальні, грейзенові, карбонатитові, пегматитові, залишкові родовища.

## Родовища флюоритових руд
Гідротермальні родовища Ф.р. представлені жилами виповнення, мінералізованими зонами дроблення або стратиформними покладами, які сформувалися при значній участі процесів флуорного метасоматозу вмісних і основних карбонатних порід. Рудні тіла виповнення мають форму крутоспадних складних плито- і лінзоподібних жил, стовпів тощо; метасоматити — пологих субгоризонтальних, сідло- та куполоподібних покладів. Сер. пром. вміст CaF2 в рудах не менше 26 %. За мінеральним складом розрізняють: суттєво флюоритові, карбонатно-, барит-, кальцит-польовошпатові, сульфідно-флюоритові і перехідні родовища.
Середньотемпературні гідротермальні родовища утворюють як жили, так і метасоматичні тіла різних розмірів. За мінералогічним складом руди таких родовищ частіше за все полімінеральні. Крім плавикового шпату, в них часто є кварц, барит, кальцит і багато інших мінералів (галеніт, сфалерит тощо). Прикладом цього типу є родовища Абагатуйське в Забайкаллі, Аурахматське в Казахстані, Такобське в Таджикистані, Амдермінське в Архангельській області (Росія), Покрово-Киреївське в Донецькій області (Україна). Покрово-Киреївське родовище розташоване у приазовській частині Українського щита, по р.Грузький Єланчик, поблизу с. Кумачове (стара назва — Покрово-Киреєво). У геологічному відношенні найдревнішими г.п. району цього родовища є архейські і мігматити, інтрудовані древніми ґранітами. Поклад флюориту витягнутий у північно-східному напрямку. Кут падіння 45-650. Довжина за простяганням бл. 100 м, за падінням — 80 м, потужність — 8-80 м. Вміст плавикового шпату 19-85 %. Глибина залягання руд 90-192 м. Текстура метасоматичних руд масивна, а гідротермальних — прожилково-вкраплена і брекчієва. Будова метасоматичного тіла ускладнена наявністю дайок альбітофіру, які зазнали карбонатизації і містять плавиковий шпат. До складу руд входять плавиковий шпат, кальцит, доломіт, целестин, сфалерит, пірит. Колір мінералу переважно фіолетовий, зустрічаються безбарвні і зелені різновиди. Крім Покрово-Киреївського, в Україні відомі родовища і рудопрояви Ф.р. на Поділлі, які сконцентровані в межах Подільської тектонічної зони. Ця зона витягнута в північно-західному напрямку на 160 км при ширині 15-20 км. У її межах виділяють кілька ділянок з високим вмістом флуору (Бахтинська, Новоселівська, Мурованокуриловецька та ін.), відокремлених слабкомінералізованими породами.
Низькотемпературні гідротермальні родовища мають простіший мінералогічний склад руд. Супутниками плавикового шпату в таких родовищах є барит, халцедон, каолініт, іноді антимоніт і кіновар. Прикладами цього типу є родовищ Хайдаркенське в Середній Азії, Калангуйське в Забайкаллі.
На початку ХХІ ст. розвідане нове гідротермальне родовище флюориту Керіо-Валлі (Kerio Valley) в Кенії, у провінції Рифт-Валлі. Руди — розсіяні кристали флюориту в кварці. Встановлені ресурси (indicated resources) плавикового шпату оцінені в 17,1 млн т, передбачувані ресурси (inferred resources) — в 5,0 млн т.
Ґрейзенові родовища Ф.р. є значними промисловими джерелами флюориту. Руди — мусковіт (турмалін)- та мусковіт-топаз-флюоритові з карбонатитами. Рудні тіла неправильної та трубовидної форми, прожилкові зони. Великі рудні тіла характеризуються переходами від слюдисто-флюоритової до поліметалічної та ін. мінералізації. Приклади — Вознесенське родов. (РФ), Шабрезьке (Сер. Азія), Сонячне (Казахстан), Лост-Рівер та Кемп-Крік (США).
Карбонатитові родовища Ф.р. асоціюють з вулкано-плутонічними масивами лужних ультраосновних, лужно-основних та середніх лужних порід. Карбонатити утворюють штоки, дайки, трубки, лінійні тіла. Часто флюоритоносні карбонатити супроводжуються гідротермальними жилами, які віддалені від масивів магматичних порід на 10-18 км. Поклади мають до дек. десятків рудних тіл довжиною за простяганням понад 1 км, за падінням до 300 м при потужності 50-90 м. Зруденіння рідкісноземельне і плавикошпатове. Вміст флюориту в рудах невисокий. Приклади карбонатитових родовищ — Большетагнінське (РФ), Амба-Донгар (Індія), Айрон-Гілл (США) та ін.
Пегматитові родовища Ф.р. як правило дрібні, бідні і не мають важливого промислового значення. Використовуються тільки для вилучення кристалів оптичного флюориту.
Осадові родовища Ф.р. складені уламковим матеріалом, належать до елювіально-делювіальних або до делювіально-пролювіальних. Приклад — родовища рудного р-ну Іллінойс-Кентуккі (США). Гідротермально-осадові родов. Ф.р. відомі також в Італії та Китаї.
Найбільш крупними запасами Ф.р. володіють ПАР, Мексика, Велика Британія, Франція, Італія, Марокко, Таїланд, Кенія та ін. Осн. країни-продуценти флюориту: Мексика, ПАР, Іспанія, Франція, Таїланд, Велика Британія та Італія. Осн. споживачі — США і Японія.
В Україні родовища флюоритових руд є в Донецькій області (Покрово-Киреївське), а також в Приазов'ї, на Поділлі, Вінниччині (Бахтинська, Новоселівська та ін.).

## Переробка флюоритових руд
Збагачують Ф.р. в основному флотацією. Для багатих крупновкраплених руд застосовують ручне і автоматичне сортування в поєднанні з флотацією, що забезпечує одержання деякої кількості грудкового матеріалу, який використовується металургією як флюс.